# Paneveggio
Paneveggio (Panevége in dialetto locale, tedesco (historico) Wegmacherhof)
) è una località del Comune di Predazzo in Trentino. In essa ha sede il più visitato tra i centri visitatori del parco naturale Paneveggio - Pale di San Martino ed il "recinto dei cervi", gestito sempre dal parco naturale. La località non conta ormai più alcun residente fisso nell'arco dell'anno, salvo la saltuaria presenza di ricercatori nella foresteria del parco.

## Descrizione

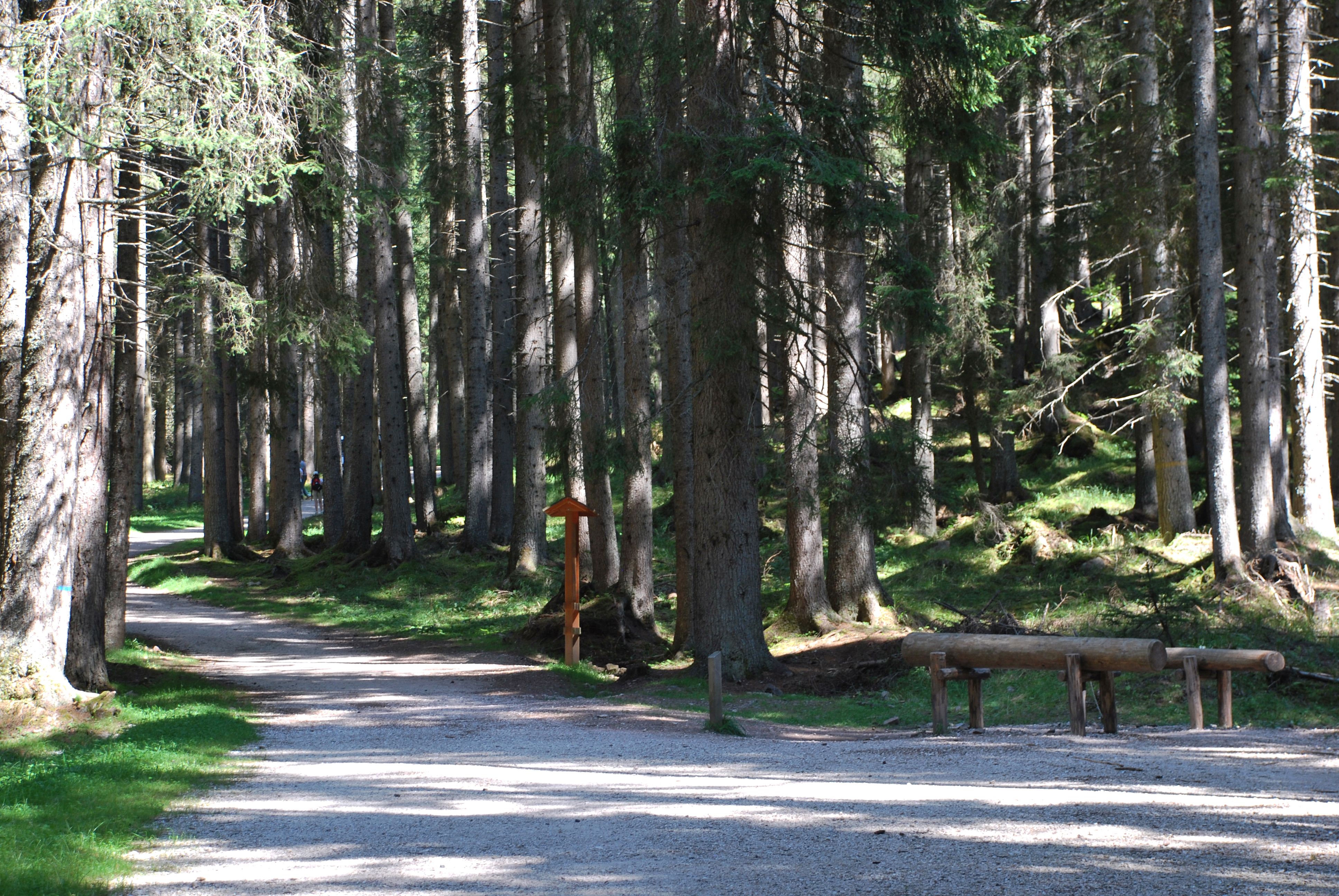
Foresta di Paneveggio, con gli abeti di risonanza.

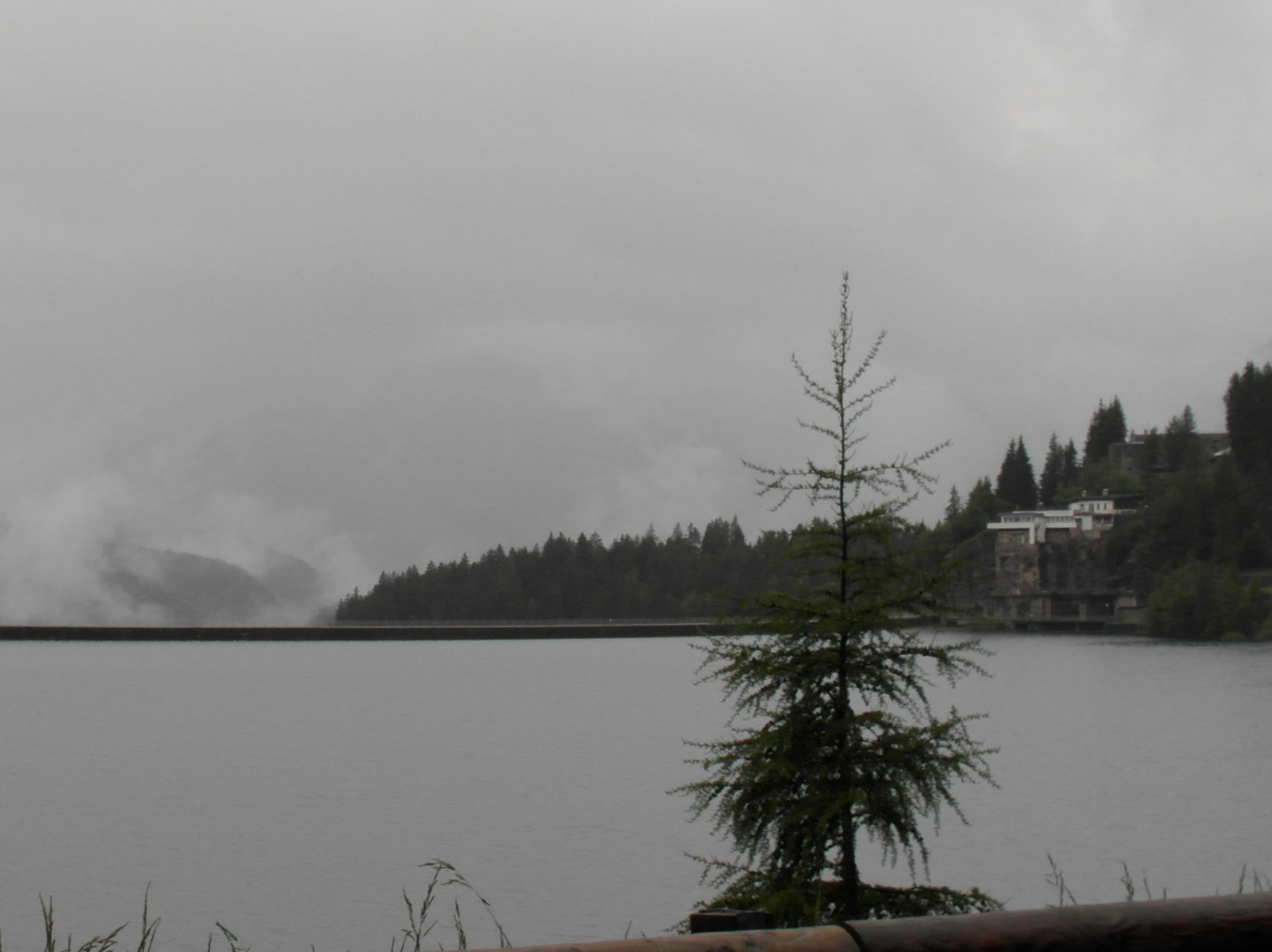
Vista della diga del lago del forte Buso

Nei dintorni di Paneveggio, giacciono alcune interessanti località dal punto di vista turistico: la località Pùlesi, in riva al lago di Paneveggio (bacino artificiale idroelettrico); il forte Dossaccio, testimonianza della Prima Guerra Mondiale (da poco restaurato, visitabile solo con guida); la radura delle Carigole, dove si svolgono pure concerti della rassegna "I Suoni delle Dolomiti". A pochi chilometri, nel territorio del comune di Primiero San Martino di Castrozza, seppur prima dello "spartiacque" naturale del Passo Rolle, sorge l'oasi naturalistica val Venegia.
Nella frazione sono presenti il vecchio ospizio per i viandanti e la chiesetta dedicata a Maria Vergine ricostruita nelle forme attuali dopo la distruzione a causa della prima guerra mondiale.
Qui è presente la "foresta dei violini", dove nei secoli scorsi, liutai famosi come Stradivari, ricavarono il legname per costruire i loro strumenti musicali. Ancora oggi esiste un commercio di questo tipo. 
Parte della foresta di Paneveggio è scomparsa a seguito del Maltempo sul Triveneto del 26-30 ottobre 2018.